# Flamínio Fávero (ator)
Flamínio Fávero (São Paulo, 3 de janeiro de 1949), é um ator brasileiro.

## Biografía
Flamínio Fávero nasceu na capital paulista em 03 de janeiro de 1949.
Ainda adolescente, foi lançado por Vida Alves na TV Tupi canal 4 de São Paulo, no Programa “Nosso Cantinho”, que era produzido pela fundadora do Museu da TV.
Ator de 7 novelas na TV Tupi (“Nino, o Italianinho”; “A Fábrica”; “Vitória Bonelli”; “O Conde Zebra”; “Meu Rico Português”; “Os Apóstolos de Judas” e “João Brasileiro, o Bom Baiano”), também trabalhou nos anos 80 na TV Bandeirantes, exatamente em 1982, na novela “Renúncia”, escrita por seu mestre televisivo Geraldo Vietri, com enredo baseado nos escritos de Chico Xavier.
No Cinema participou de quatro filmes e também foi dirigido por Geraldo Vietri em dois deles: “Senhora” de 1976, baseado em livro homônimo de José de Alencar. No mesmo ano participou também de “Tiradentes, o Mártir da Independência”, outro filme sob direção de Vietri.
Abandonou a carreira artística em meados dos anos 1980, Hoje atua como empresário comercial. Tem um restaurante, inaugurado com o falecido autor Geraldo Vietri em 1972, chamado "La Sorella Pizza Bar", em Moema na cidade de São Paulo.

## Trabalhos

### Na televisão
- Renúncia (1982) - Jorge
- João Brasileiro, o Bom Baiano (1978) - Vitório
- Os Apóstolos de Judas (1976) - Nando
- Meu Rico Português (1975) - Werner
- O Conde Zebra (1973)
- Vitória Bonelli (1972) - Lucas Bonelli
- A Fábrica (1971) - Bruno
- Nino, o Italianinho (1969) - Chiquinho

### No cinema
- Senhora (1976)
- Tiradentes, O Mártir da Independência (1976)
- A Primeira Viagem (1972)
- O Pequeno Mundo de Marcos (1968)